# سیارک ۱۸۱۹
سیارک ۱۸۱۹ (به انگلیسی: 1819 Laputa، نامگذاری:1948PC) هزار و هشتصد و نوزدهمین سیارک کشف شده‌است که در ۹ اوت ۱۹۴۸ کشف شد.
قدر مطلق سیارک برابر ۱۰٫۲۰ است.